# Korhogo
Korhogo es un departamento de la región de Poro, Costa de Marfil. En mayo de 2014 tenía una población censada de 536 851 habitantes.
Se encuentra ubicado en el centro-norte del país, cerca del nacimiento del río Bandama y de la frontera con Burkina Faso y Malí.